# NK-12
Kuzniecow NK-12 – radziecki silnik turbośmigłowy z lat 50. XX wieku. Zaprojektowany przez Biuro Projektowe Kuzniecow. Silnik posiadał ośmiołopatowe (po cztery łopaty na piastę) przeciwbieżne śmigła o średnicy 5,6 m. (w modelu NK-12MA 6,2 m) i masie 1155 kg (NK-12MV).

## Historia
Silnik turbośmigłowy NK-12 był rozwijany po zakończeniu II wojny światowej przez niemiecki zespół Ferdinanda Brandnera (w czasie wojny konstruktora w zakładach Junkersa), wywodząc się z niemieckich koncepcji silników turbośmigłowych. Konstrukcja pochodziła od niemieckiego silnika turbośmigłowego Jumo 222 opracowanego w 1944 roku, oferującego moc 6000 KM, o wadze 3000 kg. Silnik Jumo 222 był oparty na konstrukcji turboodrzutowego silnika Jumo 212 zaprojektowanego do Ju-287. Prace nad silnikiem zostały zakończone w 1951 roku. Pierwszym modelem był NK-12M, który oferował moc 8948 kW (12 000 KM) Ulepszona wersja NK-12MW miała moc 11 033 kW (14 795 KM) oraz 11 185 kW (15 000 KM) w wersji silnika NK-12MA. Silnik NK12 był najpotężniejszym silnikiem turbośmigłowym kiedykolwiek zbudowanym. Montowany był w wielu dużych samolotach tamtego okresu jak Tupolew Tu-95, bombowiec Tu-142, samolot rejsowy Tu-114 oraz ciężki transportowiec Antonow An-22.
Ważną rolę w wykorzystaniu możliwości tego silnika spełniały śmigła nadkrytyczne (końcówki łopat poruszały się z prędkością większą od prędkości dźwięku).
Wersje silników:
- NK-12M
- NK-12MV
- NK-12MA
- NK-12MK
- NK-12MP